# 1-ша група ССО ВМС США
1-ша група ССО ВМС США (англ. Naval Special Warfare Group 1) — військове формування, одна з 6-ти бойових груп сили спеціальних операцій військово-морських сил США, які об'єднуються під загальним керівництвом Командування військово-морських спеціальних операцій ВМС США для виконання різнорідних спеціальних операцій.

## Зміст
1-ша група ССО укомплектована особовим складом, який організований, навчений, тренований, оснащений та озброєний для виконання завдань спецоперацій у морській, річковій та прибережній зонах середовища. Група діє, як правило, в інтересах угруповань флоту США та в цілях захисту національних інтересів, й здатна виконувати завдання, як у мирний час, так й у ворожому середовищі, а також за умови локальної або звичайної війни.
Група ССО була заснована 1 січня 1962 року та з того часу дислокується на військово-морській базі амфібійних сил у Коронадо, у штаті Каліфорнія.

## Склад 1-ї групи ССО ВМС
- 1-ша команда «морських котиків» (SEAL Team 1)[1]
- 3-тя команда «морських котиків» (SEAL Team 3)
- 5-та команда «морських котиків» (SEAL Team 5)
- 7-ма команда «морських котиків» (SEAL Team 7)
- 3-й загін морських спеціальних операцій (Naval Special Warfare Unit 3)
- Підрозділи логістики та забезпечення (Logistics & Support Unit)
- Навчально-тренувальний підрозділ (Training Detachment)

Кожна з чотирьох команд морських котиків складається з восьми взводів по 16 осіб, які виконують завдання зі спеціальної розвідки, прямих акцій, нетрадиційних бойових дій, допомоги дружнім країнам та інші типи спеціальних дій переважно на морському та річковому просторі.